# Linia kolejowa Sedlnice – Mošnov
Linia kolejowa nr 390 – zelektryfikowana linia kolejowa w Czechach o długości niespełna 3 km, biegnąca przez kraj morawsko-śląski, od Sedlnic do terminalu ostrawskiego lotniska. Linia została wybudowana w latach 2013–2014, pierwsze połączenie kolejowe uruchomiono 13 kwietnia 2015 roku.
Budowa linii mającej zapewnić bezpośrednie połączenie kolejowe z podostrawskim lotniskiem rozpoczęła się 9 września 2013 roku. Wykonawcą było przedsiębiorstwo Eurovia CS. Budowa została zakończona w grudniu 2014 roku, ale pierwsze połączenie kolejowe uruchomiono 13 kwietnia 2015 roku, niedługo przed Mistrzostwami Świata w hokeju na lodzie, które rozegrano w Ostrawie i Pradze. Nowa linia kolejowa jest jednotorowa i zelektryfikowana, a jej długość wynosi 2,904 km. Rozpoczyna się w pobliżu miejscowości Sedlnice, gdzie łączy się z linią kolejową nr 325. Na całej długości linii znajduje się tylko jedna stacja kolejowa, jest to stacja końcowa połączona z terminalem lotniska, której nadano nazwę Mošnov, Ostrava Airport. Rozważa się również w przyszłości budowę bocznicy odchodzącej od nowej linii do pobliskiej strefy przemysłowej. Budowa linii pochłonęła 580 mln Kč, z czego 15% środków pokryto z budżetu kraju morawsko-śląskiego, a resztę stanowiła dotacja z Unii Europejskiej. Ponadto wykonano również remont i elektryfikację linii kolejowej nr 325 na sześciokilometrowym odcinku od Studénki do łączenia z linią na lotnisko, co kosztowało dodatkowe 350 mln Kč. Niespełna trzykilometrowy nowy odcinek to pierwsza linia kolejowa oddana do użytku na terenie Czech od 50 lat, a dzięki jej powstaniu lotnisko w Ostrawie stało się pierwszym portem lotniczym w Czechach posiadającym bezpośrednie połączenie kolejowe. Połączenia kolejowe na nowej linii nie cieszą się zbyt duża popularnością, na co wpływ ma słabo rozbudowana sieć połączeń lotniczych ostrawskiego lotniska.